# Адольф II (князь Шаумбург-Липпе)
Князь Адольф II Шаумбург-Липпе (нем. Adolf II Fürst zu Schaumburg-Lippe; 23 февраля 1883, Штадтхаген, Нижняя Саксония — 26 марта 1936, Мехико) — последний правящий князь Шаумбург-Липпе (29 апреля 1911 — 15 ноября 1918), глава княжеского дома Шаумбург-Липпе (15 ноября 1918 — 26 марта 1936).

## Биография
Адольф родился в Штадтхагене (княжество Шаумбург-Липпе). Старший сын Георга, князя Шаумбург-Липпе (1846—1911), и его жены, принцессы Марии Анны Саксен-Альтенбургской (1864—1918).
8 мая 1893 года после смерти своего деда Адольфа I и вступления на княжеский трон отца Георга Адольф стал наследным принцем Шаумбург-Липпе. 29 апреля 1911 года после смерти своего отца Георга 28-летний Адольф II унаследовал княжеский престол Шаумбург-Липпе.
15 ноября 1918 года после поражения Германии в Первой мировой войне и Ноябрьской революции князь Адольф Шаумбург-Липпе, как и все немецкие монархи, вынужден был отречься от престола. Княжество Шаумбург-Липпе было упразднено и переименовано в свободное государство Шаумбург-Липпе. Адольф Шаумбург-Липпе был выслан на острова Бриони у побережья Истрии.
Во время своего правления в княжестве Адольф способствовал развитию лечебного курорта в Бад-Айльзене.

## Брак и смерть
10 января 1920 года в Берлине Адольф Шаумбург-Липпе женился на актрисе Елизавете Франциске (Эллен) Бишофф-Кортхауз (6 октября 1894 — 26 марта 1936). Их морганатический брак был бездетным.
Князь и княгиня Шаумбург-Липпе погибли в авиакатастрофе в Сумпанго (Мексика) 26 марта 1936 года. Их самолет Ford Trimotor, летевший рейсом из Мехико в Сьюдад-де-Гватемала, разбился у вулкана Попокатепетль.
Газета The New York Times от 27 марта 1936 года сообщала, что все четырнадцать человек на борту самолета, десять туристов из Европы и четыре члена экипажа, погибли. Принц Фридрих Кристиан Шаумбург-Липпе (1906—1983), младший брат князя Адольфа, который служил адъютантом Геббельса, выступил против захоронения Эллен вместе с её мужем в Бюккебургском мавзолее, потому что она была не «арийского происхождения».
После гибели князя Адольфа новым главой княжеского дома Шаумбург-Липпе стал его младший брат Вольрад.

## Титулы и стили
- 23 февраля 1883 года — 8 мая 1893 года: «Его Светлость Принц Адольф Шаумбург-Липпе»
- 8 мая 1893 года — 29 апреля 1911 года: «Его Светлость Наследный Принц Адольф Шаумбург-Липпе»
- 29 апреля 1911 года — 26 марта 1936 года: «Его Светлость Князь Адольф Шаумбург-Липпе».